# Erectocolliuris
Erectocolliuris is een geslacht van kevers uit de familie van de loopkevers (Carabidae). De wetenschappelijke naam van het geslacht is voor het eerst geldig gepubliceerd in 1931 door Liebke.

## Soorten
Het geslacht Erectocolliuris omvat de volgende soorten:
- Erectocolliuris camerunica Basilewsky, 1970
- Erectocolliuris cyaneolimbata (Rousseau, 1900)
- Erectocolliuris fairmairei (Gestro, 1895)
- Erectocolliuris garambae Basilewsky, 1965
- Erectocolliuris mirei Basilewsky, 1970
- Erectocolliuris wittei (Burgeon, 1937)